# HMS Indefatigable (R10)
Авіаносець «Індіфатігебл» (англ. HMS Indefatigable (R10)) — британський авіаносець типу «Імплакебл» часів Другої світової війни.

## Історія створення
Авіаносець «Індіфатігебл» був закладений уже після початку війни 3 листопада березня 1939 року на верфі John Brown & Company у м. Клайдбанк. Спущений на воду 8 грудня 1942 року, але вступив у стрій лише 3 травня 1944 року.

## Історія служби
Після вступу у стрій та підготовки авіагрупи авіаносець завдавав ударів по лінкору «Тірпіц» (17.07 та 22—29.08.1944).
Наприкінці 1944 року перейшов в Індійський океан, де діяв у складі британського Східного флоту. Пізніше перейшов у Сідней, де увійшов до складу британського Тихоокеанського флоту.
У 1945 році авіаносець завдавав ударів по аеродромах камікадзе на островах Сакісіма. 1 квітня був атакований камікадзе, який врізався в острівну надбудову. Внаслідок вибуху загинув 21 член екіпажу, 27 осіб поранено.
Надалі авіаносець завдавав ударів по Формозі та об'єктах на території Японії.
Після закінчення бойових дій «Індіфатігебл» залучався до перевезення демобілізованих солдатів та репатріантів з Далекого Сходу та Австралії.
У грудні 1946 року корабель вивели в резерв. У 1949—1950 роках корабель був переобладнаний на навчальний авіаносець.
4 листопада 1954 року корабель виключили зі складу флоту й у вересні 1956 року продали на злам.